# Коста Гъсков
Коста Генов Гъсков – Звездара е български революционер, деец на Вътрешната македоно-одринска революционна организация и на Върховния македоно-одрински комитет.

## Биография
Коста Гъсков е роден в леринското село Баница, тогава в Османската империя, днес в Гърция. Присъединява се към революционното движение. Действа като четник при Христо Саракинов.
Участва във войните за национално обединение на България и е награждаван.